# Maison du duc d'Épernon
La maison du duc d'Epernon est un bâtiment situé à Confolens, en Charente. Elle est classée au titre des monuments historiques depuis le 15 octobre 1974. 
Il s'agit d'une large maison double en pan de bois, couverte par une toiture en bâtière, construite au XVIe siècle et remaniée vers la fin de ce siècle ou au début du suivant. Son nom vient d'une réunion qui y aurait été tenue par le duc d'Epernon pour sauver Marie de Médicis, mais rien n'atteste cette tradition récente. 